# Charlottenborgskyrkan

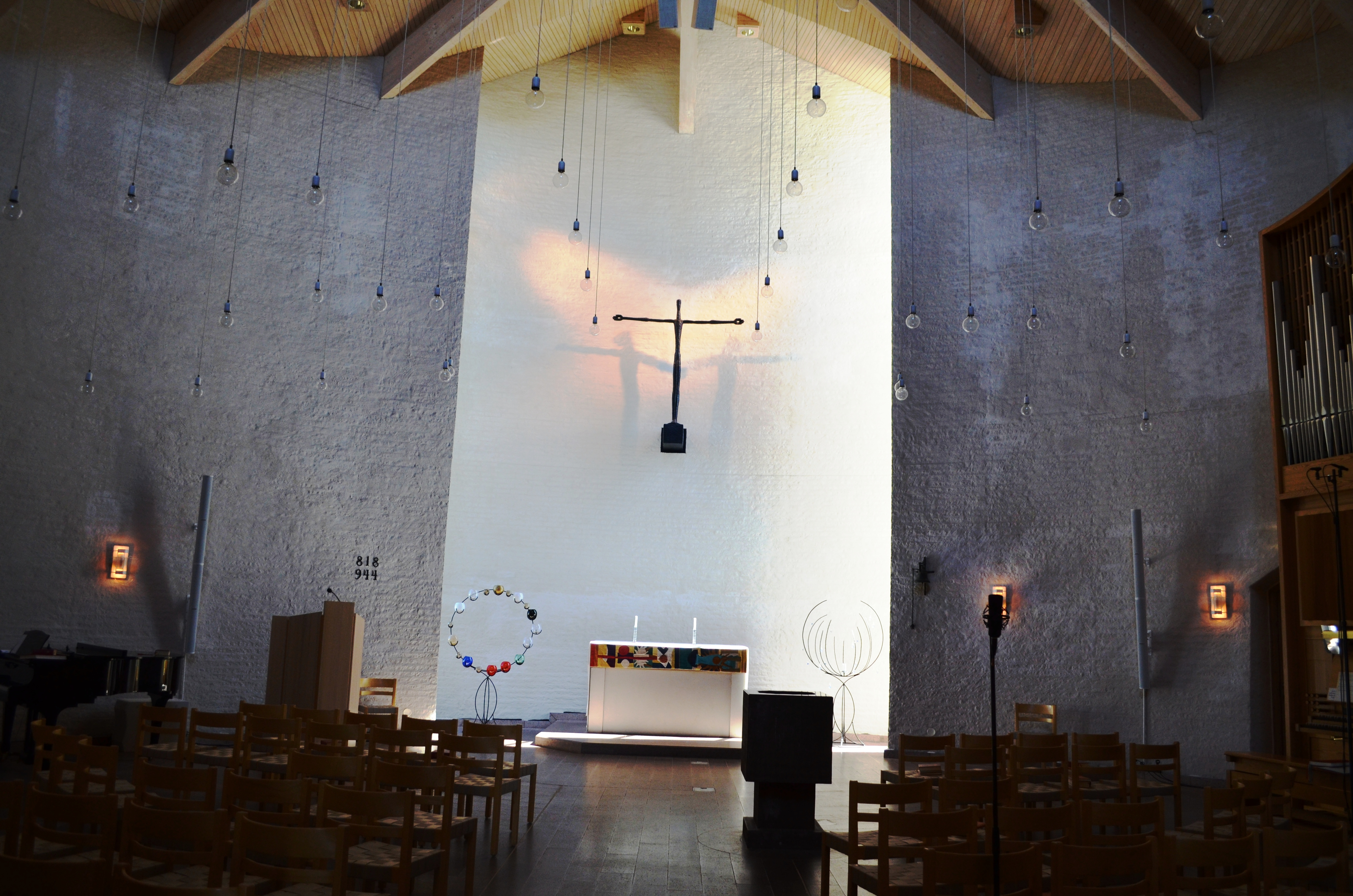
Charlottenborgskyrkans altare

Charlottenborgskyrkan är en kyrkobyggnad i Motala i Linköpings stift. Den hör till Motala församling och är distriktskyrka för stadsdelen söder om Motala ström.

## Kyrkobyggnaden
Kyrkan byggdes åren 1986–1987 efter ritningar av arkitekterna Gösta Erikson och Bengt Linder. Under byggnadstiden framkom att marken var för sank och att förstärkning var nödvändig. 30 januari 1988 invigdes kyrkan av biskop Martin Lönnebo. Kyrkan har en rund planform med kor i öster och vapenhus med ingång i väster.
Intill huvudentrén står en klockstapel av stål.

## Inventarier
- Dopfunten är tillverkad av röd jämtlandskalksten.
- I sakristian finns en altartavla målad av Erik Olson, Halmstadsgruppen. Motivet är: Kristus på korset, Kornbröden och fiskarna, Veronicas svettduk, Pingstens lågor, Lagen och Davidsstjärnan och Gudsnamnet.
- Över altaret hänger ett enkelt krucifix i brons tillverkat av Liss Eriksson.
- Kajsa Mattas, Stockholm, har skapat de båda Mariaskulpturerna: Maria med skyddsmanteln och en pietá, Maria med Jesus i sina armar, när han tagits ner från korset.

### Orgel
Orgeln med 14 stämmor är byggd av Marcussen & Søn i Åbenrå, Danmark och invigd 23 september 1990. Den är mekanisk.
| Huvudverk I     | Bröstverk II      | Pedal       | Koppel  |
| Principal 8’    | Gedackt 8’        | Subbas 16’  | I/P     |
| Rörflöjt 8’     | Fugara 8’         | Gedackt 8’  | II/P    |
| Oktava 4’       | Koppelflöjt 4’    | Gemshorn 4' | II/I    |
| Oktava 2’       | Principal 2’      |             | II 4'/P |
| Sesquialtera II | Dulcian 8'        |             |         |
| Mixtur II-IV    | Tremulant         |             |         |
| Trumpet 8'      | Crescendosvällare |             |         |
| Tremulant       |                   |             |         |

## Bildgalleri

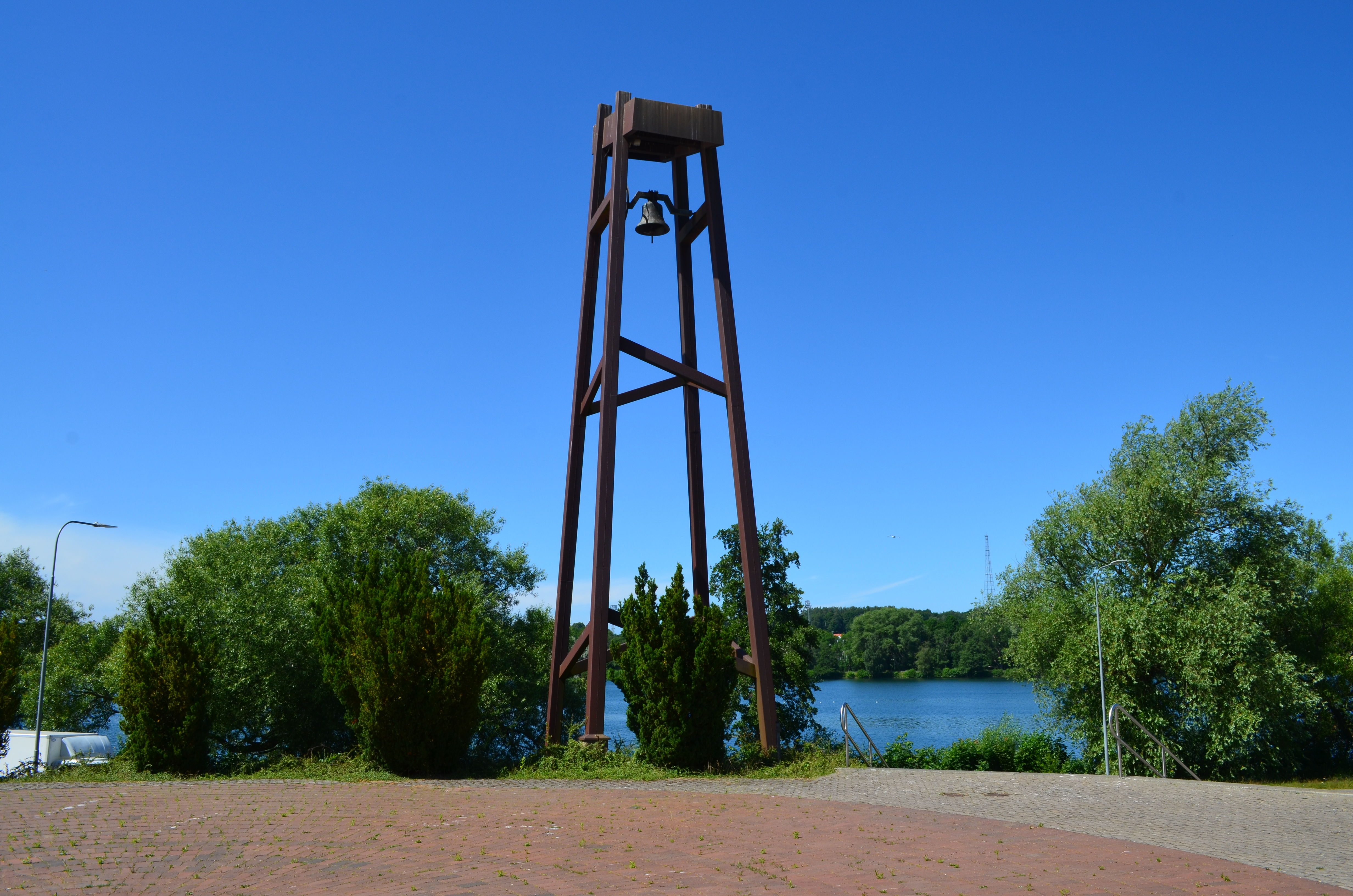
Charlottenborgskyrkans klockstapel
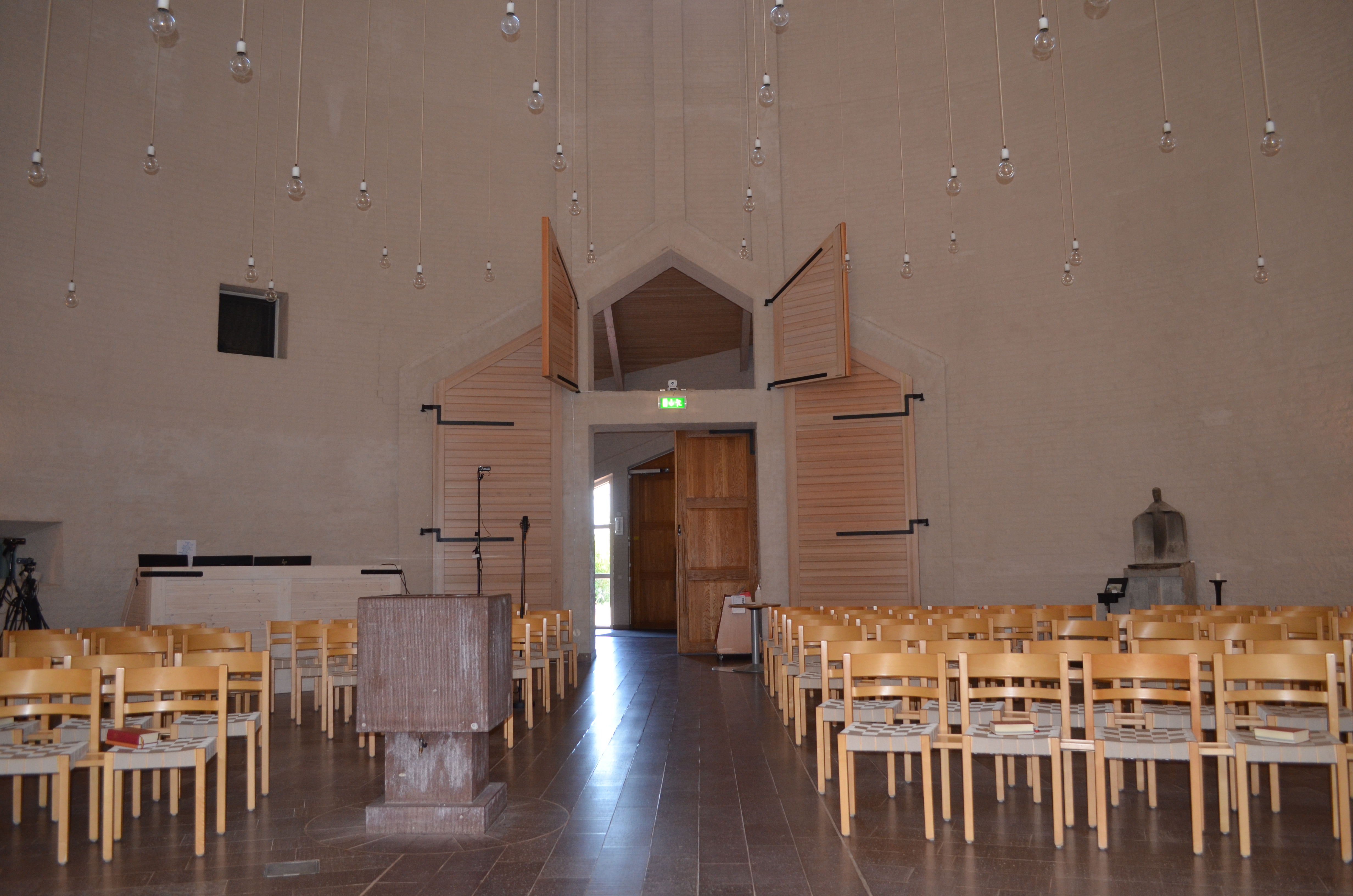
Charlottenborgskyrkans kyrksal
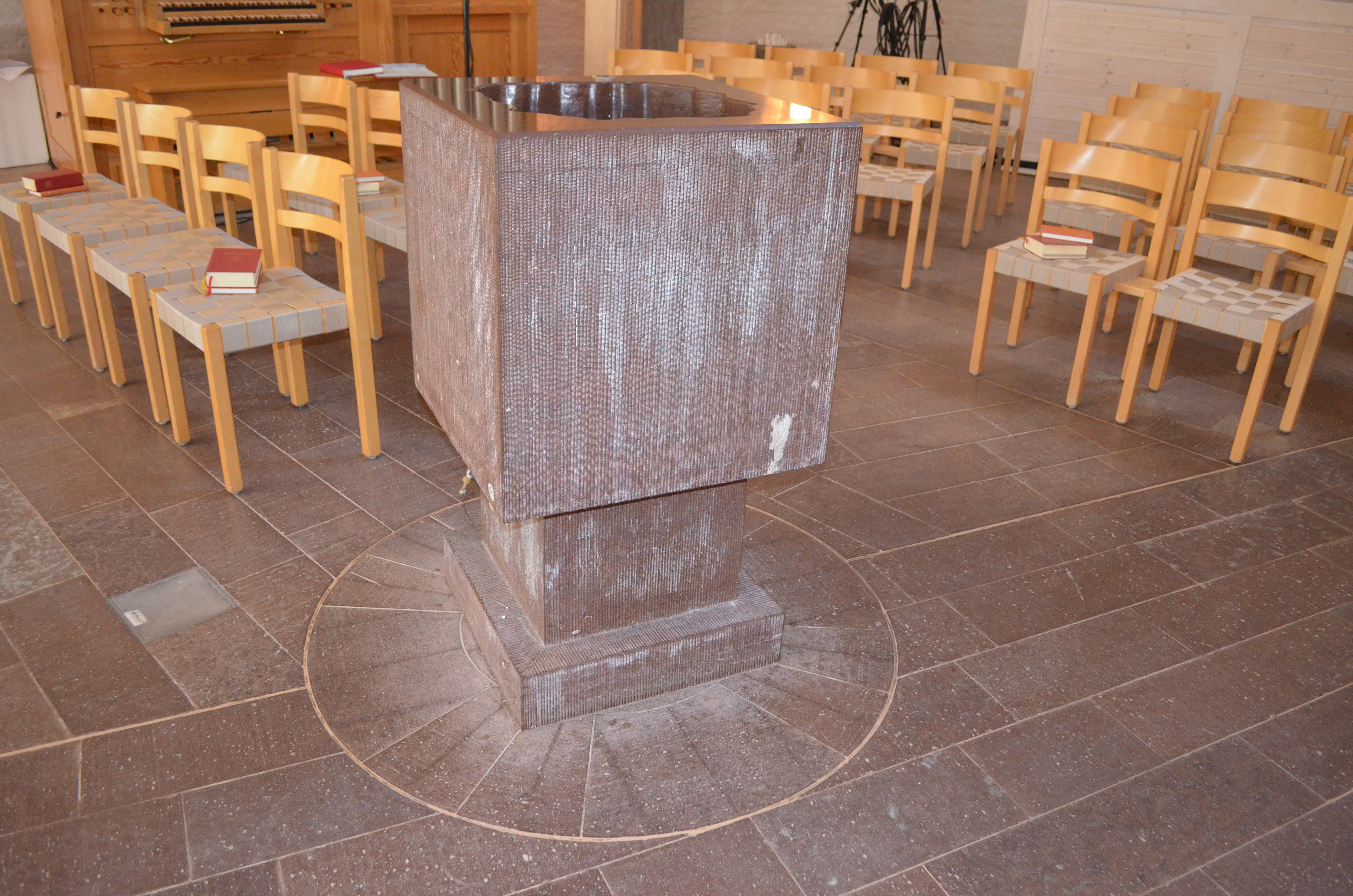
Charlottenborgskyrkans dopfunt
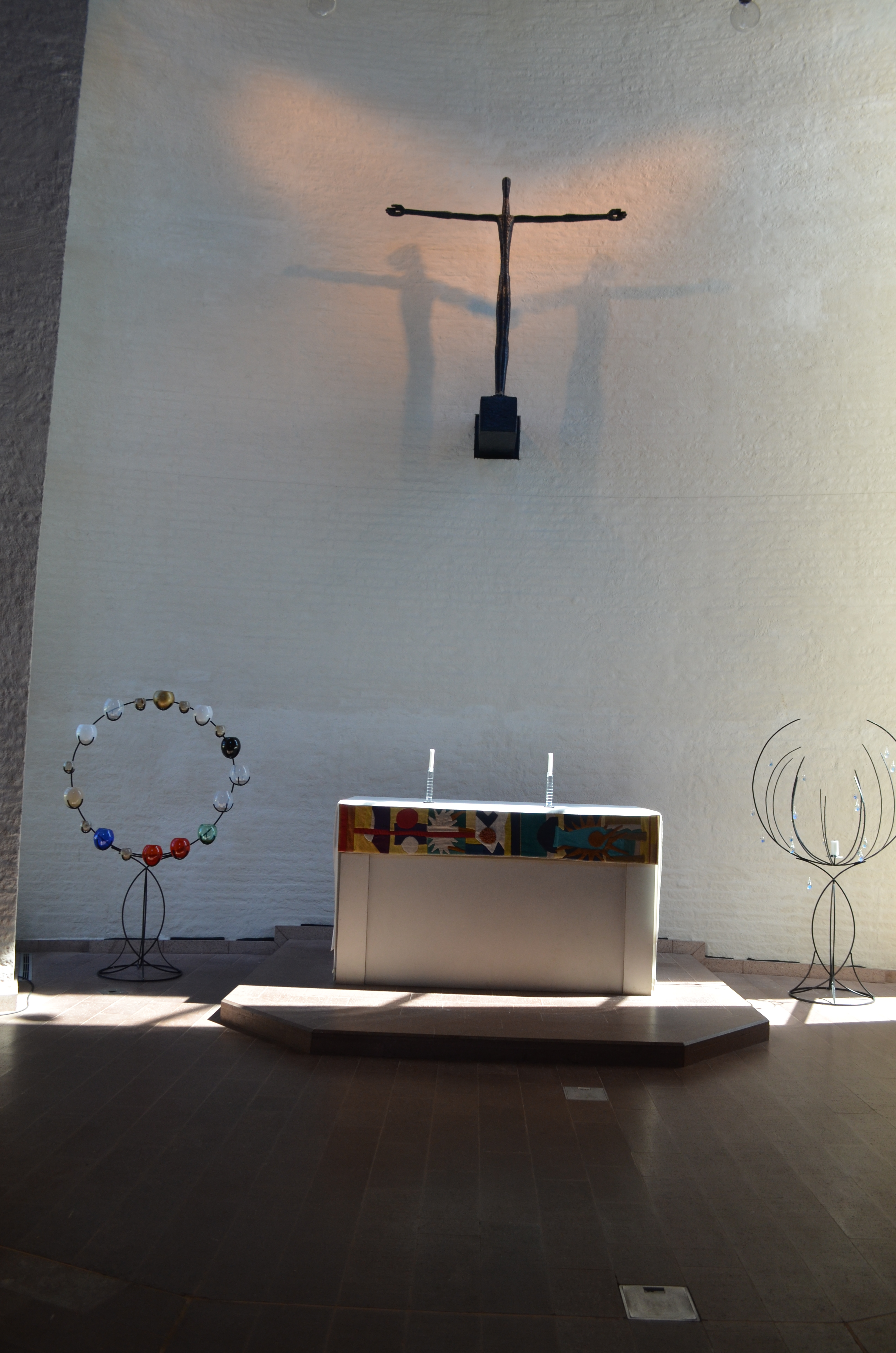
Charlottenborgskyrkans altare